# エドワード・ムーニー・ハウス
エドワード・ムーニー・ハウス (Edward Mooney House) はニューヨーク市マンハッタン区チャイナタウン地区にある歴史的な建造物である。住所はバワリー18号で、ペル・ストリート (Pell Street) の角に建つ。この土地はもともとイギリス王党派のジェームズ・デランシーから没収されたものを裕福な肉屋のEdward Mooneyが購入したもので、建物は1785年から1789年にかけて建設された。
レンガ造りの建物はジョージ王朝様式と連邦様式の混合となっている。これはマンハッタンに現存する最古のタウンハウスかつ初期の連邦様式建築である。屋根裏部屋付きの地上3階建て地下1階建てとなっている。この建物は畜殺場に近く、ムーニーが生計を立てていたペンやなめし革工場が入っていた。この建物は、ムーニーが1800年頃になくなるまで、彼によって所有されていた。
1807年、建物の背面に増築が行われ、二倍の大きさとなった。1820年代までは個人邸宅として使用された後、ホテルや売春宿、サルーンなど様々な用途に用いられてきた。
この建物は、1966年にニューヨーク市歴史建造物に、1976年にはアメリカ合衆国国家歴史登録財に登録された。